# In the Border States
In the Border States er en amerikansk stumfilm fra 1910 af D. W. Griffith.

## Medvirkende
- Charles West.
- Charles Arling.
- Owen Moore.
- William J. Butler.
- Verner Clarges